# Shona (volk)
Shona is de verzamelnaam die wordt gegeven aan een aantal bevolkingsgroepen in Zimbabwe en Zuid-Mozambique, die gezamenlijk ongeveer 10 miljoen personen omvatten en een groep van gerelateerde dialecten spreekt, waarvan de gestandaardiseerde vorm eveneens Shona(bantoe) wordt genoemd. Een kleine groep Shonamigranten woont sinds eind 19e eeuw in de Zambiaanse Zambezivallei.
De meeste Zimbabwanen beschouwen zichzelf als behorend tot de etnische groepen amaNdebele (Matabele) of VaShona. De verschillende dialecten zijn in Zimbabwe tegenwoordig van minder belang daar Shona door heel het land wordt gesproken en zijn vooral van belang om te bepalen uit welk dorp of stad een spreker afkomstig is.
De Shona omvatten verschillende stamgemeenschappen, die weer bestaan uit verschillende clans. Deze clans kennen een sterke eenheid en vormen het belangrijkste identificatiemiddel van individuele leden van de Shona.
De belangrijkste bestaanswijze wordt gevormd door landbouw, met als belangrijkste gewassen bonen, pinda's, maïs, verschillende grassoorten, kalebassen en zoete aardappels.

## Voetnoten
1. ↑  (en)  Shona. Ethnologue.